# Reukih Keupula
Reukih Keupula is een bestuurslaag in het regentschap Aceh Besar van de provincie Atjeh, Indonesië. Reukih Keupula telt 177 inwoners (volkstelling 2010).